# La Quebrada (Venezuela)
Pour les articles homonymes, voir Quebrada.
La Quebrada est une ville de l'État de Trujillo au Venezuela, capitale de la paroisse civile de La Quebrada et chef-lieu de la municipalité d'Urdaneta.